# Friday Harbor
Friday Harbor is een plaats (town) in de Amerikaanse staat Washington, en valt bestuurlijk gezien onder San Juan County.

## Demografie
Bij de volkstelling in 2000 werd het aantal inwoners vastgesteld op 1989.
In 2006 is het aantal inwoners door het United States Census Bureau geschat op 2103, een stijging van 114 (5.7%).

## Geografie
Volgens het United States Census Bureau beslaat de plaats een oppervlakte van
3,7 km², waarvan 3,5 km² land en 0,2 km² water. Friday Harbor ligt op ongeveer 3 m boven zeeniveau.

## Plaatsen in de nabije omgeving
De onderstaande figuur toont nabijgelegen plaatsen in een straal van 44 km rond Friday Harbor.